# Yosuke Nozawa
Yosuke Nozawa (født 9. november 1979) er en japansk fodboldspiller.
Han har spillet for flere forskellige klubber i sin karriere, herunder Albirex Niigata, Shonan Bellmare og Matsumoto Yamaga FC.